# Kirsten Barnes
Jennifer-Kirsten Barnes (ur. 26 marca 1968 w Londynie) – kanadyjska wioślarka. Dwukrotna złota medalistka olimpijska z Barcelony.
Igrzyska w 1992 były jej drugą olimpiadą. Osada w składzie Barnes, Jessica Monroe, Brenda Taylor i Kay Worthington triumfowała w rywalizacji czwórek bez sternika, wszystkie cztery wioślarki płynęły także w zwycięskiej kanadyjskiej ósemce. Rok wcześniej w tych samych konkurencjach zwyciężała na mistrzostwach świata.